# Vîșniv, Rohatîn
Vîșniv (în ucraineană Вишнів) este localitatea de reședință a comunei Vîșniv din raionul Rohatîn, regiunea Ivano-Frankivsk, Ucraina.

## Demografie
Componența lingvistică a localității Vîșniv
     Ucraineană (99,8%)
     Alte limbi (0,2%)
Conform recensământului din 2001, majoritatea populației localității Vîșniv era vorbitoare de ucraineană (99,8%), existând în minoritate și vorbitori de alte limbi.